# 愛媛県道320号船越平城線
愛媛県道320号船越平城線（えひめけんどう320ごう ふなこしひらじょうせん）は、愛媛県南宇和郡愛南町を通る、かつて存在した一般県道である。

## 概要
南宇和郡愛南町船越から南宇和郡愛南町御荘平城に至る。当路線は1976年（昭和51年）の開通以来、30年間にわたり全区間が有料道路の西海有料道路（にしうみゆうりょうどうろ）だったが、2006年（平成18年）3月31日に無料開放された。本記事には有料道路時代のことも含む。2012年（平成24年）に愛媛県道34号平城高茂岬線に統合され、県道の認定を解除された。
南宇和郡愛南町西海地区へ向かう重要な路線である。

### 路線データ
県道の認定解除時点（2012年（平成24年）当時）のものである。
- 起点：南宇和郡愛南町船越（愛媛県道34号城辺高茂岬線交点）
- 終点：南宇和郡愛南町御荘平城（国道56号交点）
- 総延長：約7.2 km[要出典]

## 歴史
- 1973年（昭和48年）9月6日 - 工事着工[2]。
- 1976年（昭和51年）3月30日 - 有料道路・西海有料道路として供用開始[2]。
- 2006年（平成18年）3月31日 - 無料開放。
- 2012年（平成24年）10月16日 - 全線が愛媛県道34号城辺高茂岬線に統合され、県道320号の認定を解除される[1]。

## 路線状況

### 道路施設

#### トンネル
- 仙碆（せんば）トンネル：延長m、1976年（昭和51年）竣工、南宇和郡愛南町

## 地理

### 通過していた自治体
- 愛媛県
  - 南宇和郡愛南町

### 交差していた道路
| 交差する道路             | 交差する場所 | 交差する場所 |
| ------------------------ | ------------ | ------------ |
| 愛媛県道34号城辺高茂岬線 | 船越         | 起点         |
| 国道56号 国道320号 重複  | 御荘平城     | 終点         |

### 沿線
- 愛南町立御荘中学校（南宇和郡愛南町御荘平城）
- 愛南町立船越小学校（南宇和郡愛南町船越）
- 御荘湾ロープウェイ
- 道の駅みしょうMIC（南宇和郡愛南町御荘平城）

## 西海有料道路

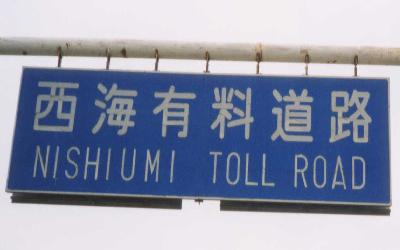
西海有料道路
終点・御荘平城側の標識。

西海有料道路（にしうみゆうりょうどうろ）は、愛媛県南宇和郡愛南町船越と同町御荘平城を結んでいた有料道路。愛媛県道路公社が管理していたが、2006年（平成18年）3月31日に無料開放された。

### 有料道路の概要
1973年（昭和48年）に東予有料道路とともに建設開始され、1976年（昭和51年）3月開通した。半島の背稜を走り、海中公園、鹿島などへ観光アクセス道路、風光明媚なドライブウェイとして期待された。1976年（昭和51年）3月供用開始され、2006年（平成18年）3月をもって当初計画された30年間の料金徴収期間が到来した。しかしながら、当初計画された交通量3,000万台に対して、2006年（平成18年）2月時点で1,517万台と見込みの半分程度に低迷し、道路建設費用の未償還金が約31億円（市中銀行借入2,886百万円、県出資金284百万円）発生、最終的に県が負担し、無料開放された。
有料道路であることが観光開発の一つのネックとなっているという見方も地元にはあり、無料化による観光振興に期待が寄せられている。
なお、この道路と同時に東予有料道路が無料開放されたが、東予の方はバイパスとして機能しており、通行量も多かった。これに伴い、愛媛県道路公社は解散された。

### 通行料金（当時）
| 区分              | 軽車両等 | 軽自動車等 | 普通車 | 大型車I | 大型車II |
| ----------------- | -------- | ---------- | ------ | ------- | -------- |
| 普通通行券        | 50       | 260        | 420    | 630     | 1,470    |
| 回数券（11回券）  | 530      | 2,630      | 4,200  | 6,300   | 14,700   |
| 回数券（60回券）  | 2,630    | 13,130     | 21,000 | 31,500  | 73,500   |
| 回数券（100回券） | 4,200    | 21,000     | 33,600 | 50,400  | 117,600  |